# الغزالة (حائل)
الغزالة هي مدينة سعودية والمركز الإداري لمحافظة الغزالة التابعة لمنطقة حائل، بالمملكة العربية السعودية، وتقع غرب جبل رمان.